# Daïra d'Abadla
 (novembre 2021).
La daïra d'Abadla est une daïra d'Algérie située dans la wilaya de Béchar et dont le chef-lieu est la ville éponyme d'Abadla.

## Histoire
Abadla a été promue au rang de daïra lors du découpage administratif de juin 1974, qui visait à créer un pôle de compétitivité rassemblant les institutions étatiques.

## Géographie
Abadla se trouve dans la vallée du Guir, près de l’oued du même nom. La vallée du Guir se situe à 90 km au sud ouest de la Wilaya de Béchar. Cette vallée est encore appelée la plaine d’Abadla.

### Localisation
La daïra d'Abadla est limitée :
- au nord par la daïra de Kenadsa ;
- au nord-est par la daïra de Béchar ;
- à l'est par la daïra de Taghit ;
- au sud par la daïra d'Igli ;
- au sud-ouest par la daïra de Tabelbala ;
- à l'ouest par la frontière algéro-marocaine.

### Communes de la daïra
La daïra d'Abadla comprend trois communes :
- Abadla ;
- Erg Ferradj ;
- Mechraa Houari Boumedienne.

La population totale de la daïra est de 21 133 habitants (2008) pour une superficie de 12 100 km2.

## Agriculture
L’agriculture et l’élevage camelin occupent la première place dans la région. L’agriculture est pratiquée dans une logique de soutien à l’élevage et de complémentarité. Il y est parfois intégré un petit élevage de bovins, ovins, caprins et de volaille. La tribu Doui-Menia possède ses cultures dans le bas-Guir mais ses palmiers sont localisés au Tafilalet et à Taghit. Le cheptel n’est pas le seul élément constituant ses ressources. « Sur une largeur qui atteint dix kilomètres et une longueur d'au moins vingt-cinq, dit le général de Wimpffen dans son rapport, un faisceau considérable de canaux et de bras de rivière arrose de grands espaces couverts de céréales. Les tamarix qui, à l'exclusion de tout autre arbre, croissent sur ce terrain en quantité telle qu'ils forment sur certains points de véritables forêts, donnent, avec leurs bois, les éléments de barrages qui dérivent les eaux dans toutes les directions. Les clairières, laissées libres dans les intervalles de cette vigoureuse végétation, sont toutes cultivées, à l'exception cependant du milieu de la vallée, où s'élève une ligne de hautes dunes de sable. ».

## Périmètre d'Abadla
La plaine d’Abadla, qui représentait une véritable rupture avec la tradition, était promise dans les années 1970 pour être « la Mitidja au cœur du Sahara ». Le projet de mise en valeur de cette plaine a été conçu et confié, à l’époque, aux experts américains et était destiné aux cultures maraîchères (récolte de céréales), fourragères, coton, tournesol, ainsi qu’à l’élevage de bovins (1.000 têtes), avec une production de lait, de viande et de fumier.

### Station (ITDAS)
La ferme de démonstration et production de semences d’Abadla (BECHAR) : est située dans la plaine de mise en valeur d’Abadla, la F.D.P.S couvre une superficie de 50 ha. Elle est irriguée comme l’ensemble de périmètre par les eaux du barrage de Djorf Torba.

### SRPV Abadla - INPV
Abadla dispose d'une Station Régionale de la Protection des Végétaux située dans la plaine de mise en valeur d’Abadla.

### ONAB Abadla
Abadla dispose d’une unité ONAB Dépendance en gestion directe dont la filiale : Unité de Nutrition Animale située au
Périmètre irrigué d'Abadla W.Bechar.

### OPI d'Abadla
L’OPI est chargé de  l’irrigation des superficies du périmètre d’abadla et assure aussi l’entretien et la réparation des canaux magistraux. De ce second barrage partent une large canal d'irrigation, bétonné et à ciel ouvert qui se ramifiera en canaux secondaires puis en canalisations souterraines avec des prises de cinquante mètres en cinquante mètres.

## Situation hydrologique

### Barrage de Reprise
L'irrigation de la plaine d'Abadla y était étroitement liée dans une optique de rentabilisation maximum d'un terroir agricole. De ce second barrage partent deux larges canaux d'irrigation, bétonnés et 2 ciel ouvert qui se ramifieront en canaux secondaires puis en canalisations souterraines avec des prises de cinquante mètres en cinquante mètres.

### Station de désalinisation de l'eau
La station de désalinisation de l’eau d’Abadla (Béchar) est mis en service au début de l’année 2013. La réalisation et l’équipement de cette station hydraulique a pour objectif l’amélioration et le renforcement de l’alimentation en eau potable dans la daïra d’Abadla d’une capacité de traitement de 4 500 m3 d’eau/jour provenant du barrage de reprise.

### Dayet Ettiour: réserve naturelle du lac des oiseaux
La dayet Ettiour (le lac des oiseaux) est une zone humide qui accueillait annuellement des milliers d'oiseaux migrateurs en passage vers l'Afrique sahélienne ou au retour vers leurs régions de reproduction en Afrique du Nord ou en Europe,.

### Climat
La daïra bénéficie d'un climat désertique sec et chaud (classification de Köppen : BWh)[réf. nécessaire]
Les meilleurs mois pour visiter Abadla sont avril, mai, septembre et octobre.
| Mois                                 | Jan         | Fév         | Mar         | Avr         | Mai         | Juin         | Juil         | Août        | Sep         | Oct         | Nov         | Déc         | Année         |
| ------------------------------------ | ----------- | ----------- | ----------- | ----------- | ----------- | ------------ | ------------ | ----------- | ----------- | ----------- | ----------- | ----------- | ------------- |
| Moyenne haute °C (°F)                | 17,4 (63,3) | 20,7 (69,3) | 24,2 (75,6) | 28,8 (83,8) | 33,4 (92,1) | 38,1 (100,6) | 42,5 (108,5) | 41,1 (106)  | 35,8 (96,4) | 29,2 (84,6) | 22 (72)     | 18,2 (64,8) | 29,28 (84,75) |
| Moyenne journalière °C (°F)          | 10,2 (50,4) | 13,2 (55,8) | 16,9 (62,4) | 21,2 (70,2) | 25,7 (78,3) | 30,4 (86,7)  | 34,6 (94,3)  | 33,5 (92,3) | 28,7 (83,7) | 22,2 (72)   | 15,6 (60,1) | 11,1 (52)   | 21,94 (71,52) |
| Moyenne basse °C (°F)                | 3,1 (37,6)  | 5,8 (42,4)  | 9,6 (49,3)  | 13,7 (56,7) | 18 (64)     | 22,8 (73)    | 26,7 (80,1)  | 26 (79)     | 21,6 (70,9) | 15,2 (59,4) | 9,2 (48,6)  | 4,3 (39,7)  | 14,67 (58,39) |
| Précipitation moyenne en mm (pouces) | 7 (0,28)    | 5 (0,2)     | 8 (0,31)    | 5 (0,2)     | 4 (0,16)    | 3 (0,12)     | 2 (0,08)     | 3 (0,12)    | 6 (0,24)    | 9 (0,35)    | 10 (0,39)   | 7 (0,28)    | 69 (2,73)     |

## Vie économique
Abadla a connu un essor économique et démographique important au cours des dernières années. Facile d’accès, elle est traversée par la route nationale No 6 qui la relie entre les wilayas du Nord et du Sud de l’Algérie. Dotée d’un périmètre agricole aménagé et d’un centre-ville animé, elle poursuit avec dynamisme sa volonté d’offrir un milieu favorable au développement des entreprises et un lieu de travail encore plus attrayant pour les citoyens. Elle dispose d’un grand nombre de commerces de proximité. La diversité et le développement du commerce local sont d’ailleurs une volonté forte de la Municipalité pour faire vivre le centre-ville. L’organisation de la société repose sur une économie communautaire, des perceptions provenant des récoltes et de l’élevage des troupeaux ovins caprins et camelins ainsi que d’autres secteurs tels que l’administration, le commerce et le transport.

## Nouvelle ville
La commune d'Abadla était dotée de plusieurs projets pour rénovation et extension de la ville. . Une longue étude d'urbanisme a été réalisée afin d'assainir l’ancien ville, de reconstruire tous les logements en dur en utilisant les déclivités du terrain, d'aménager des voies de circulation commodes et les raccordements  des réseaux d’eau potable, assainissement, ainsi que d’autre réseaux d’électricité, téléphone, d'aménager des espaces verts dans un style, architectural adapté aux coutumes sociales.
Abadla est une nouvelle ville économique qui est bien équipé par des logements collectifs, des lotissements de moyenne qualité et d’autres infrastructures sociales. Les premiers constructions étatiques sont implantés au bord de la route nationale nNo 6 ,qui attirent l’attention générale des visiteurs  tel que : Daira, Palais de justice, Siège de l’APC d’Abadla et ainsi que d’autres organismes sociaux sont implantés dans la ville.

## Transports
La commune d'Abadla est traversée par la route nationale 6 (RN 6), dite « route des Oasis », qui relie la ville de Sig, située au nord-ouest de l'Algérie et les Wilayas du Sud Ouest Adrar et Tindouf .

## Santé
Le Centre hospitalier universitaire  d’abadla, Centre hospitalo-universitaire de la daira  d’abadla ou CHU de d’abadla est un cadre administratif qui gère les structures sanitaires de la commune d’abadla  dans la grand guir en Algérie. Il relève de la Direction de la Santé et de la Population de la Wilaya d’ABADLA.

## Hamada de guir
Le Hamada du Guir est un hamada, plateau rocailleux désertique, situé au nord-ouest du Sahara algérien, dans le sud-ouest de l'Algérie.

## Saints patrons et mausolées
Abadla compte plusieurs saints patrons (Aoulia Allah Salihin), auxquels sont dédiés des mausolées (koubba) et dont le plus célèbre est le saint patron de ville « Moul Toumiat » Sidi Tayeb.
À 25 km du sud d’Abadla et au pied des gour de « toumiat » se trouve le mausolée de Sidi Tayeb. Il est considéré comme le chef des mystiques, on dit qu’il était le cheikh des cheikhs, la langue de la vérité, le chef de ses émules, le sage de son époque.
Le voyageur allemand Gerhard Rohlfs a traversé la vallée de Guir et ses affluents deux fois en 1863 et 1864.il nous apprend que le goubba de Sidi Tayeb existe. Elle est entourée par une vaste construction.